# Сельское поселение Тимашево
Се́льское поселе́ние Тимашево — муниципальное образование в Кинель-Черкасском районе Самарской области.
Административный центр — село Тимашево.

## Население
| 2010  | 2012  | 2013  | 2014  | 2015  | 2016  | 2017  |
| ----- | ----- | ----- | ----- | ----- | ----- | ----- |
| 6162  | ↘6126 | ↘6066 | ↘6019 | ↗6023 | ↘5972 | ↘5810 |
| 2018  | 2019  | 2020  | 2021  |       |       |       |
| ↘5739 | ↘5661 | ↘5520 | ↗5753 |       |       |       |

## Состав сельского поселения
| № | Населённый пункт | Тип населённого пункта       | Население |
| - | ---------------- | ---------------------------- | --------- |
| 1 | Нижнегорский     | посёлок                      |           |
| 2 | Новая Елшанка    | посёлок                      |           |
| 3 | Тимашево         | село, административный центр | ↘5405     |